# Gotō Fumio

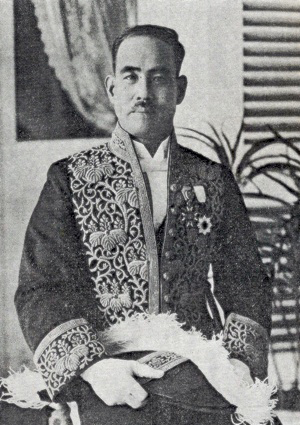
Gotō Fumio, 1924–1928

Gotō Fumio (japanisch 後藤 文夫; geboren 7. März 1884 in der Präfektur Ōita; gestorben 13. Mai 1980 in Tokio) war ein konservativer japanischer Politiker und Innenminister im Japan der Taishō- und Shōwa-Zeit.

## Leben und Wirken
Gotō Fumio studierte an der Fakultät für Politikwissenschaft der Kaiserlichen Universität Tokio. Nach seinem Studienabschluss trat er in das Innenministerium ein. Nachdem er in verschiedenen Präfekturen als Verwaltungsbeamter gedient hatte, wurde er 1922 des Amtes für Gefahrenabwehr (警保局, Keihokyoku). 1924 wurde er Generalsekretär des Büros des Generalgouverneurs von Taiwan (台湾総督府, Taiwan sōtoku-fu) und 1930 Mitglied des Kizokuin, dem mehrheitlich ernannten Oberhaus des Reichstags, dem er bis 1945 angehörte.
In dieser Zeit spielte Gotō eine wichtige Rolle als bürgerlicher Parteifunktionär bei Izawa Takio (伊沢 多喜男; 1869–1946), dem Verwaltungsleiter im Innenministerium. Als Anführer der „Neuen Bürokraten“ (新官僚, Shin-kanryō) sympathisierte er im Rahmen der Mandschurei-Krise mit dem Militär. Er leitete die Seinen-dan undō (青年団運動, gleichzeitig in verschiedene Sprachen übersetzt „Youth League-Bewegung“) und fungierte als Vorsitzender des Nihon seinen-kan (日本青年館, englisch „Japan Youth Center“).
Ab 1932 förderte Gotō als Leiter des „Kokui-kai“ (国維会) die Bewegung zur Förderung einer rechtsgerichteten Politik. Ab 1932 Jahr leitete er auch als Landwirtschaftsminister im Kabinett Saitō die Bewegung zur Sanierung von Agrar-, Berg- und Fischerdörfern. Im Jahr 1934 wurde er Innenminister im Kabinett Okada und setzte sich für eine Regulierung der Wahlen ein. Unmittelbar nach dem Putschversuch vom 26. Februar 1936 wurde er Interims-Premierminister. Während des Zweiten Weltkriegs war er Vizepräsident der Einheitsparteibewegung Taisei Yokusankai und Staatsminister im Kabinett von Tōjō Hideki.
Nach dem Zweiten Weltkrieg wurde Gotō auf Anordnung der Besatzungsmächte aus öffentlichen Ämtern ausgeschlossen und als mutmaßlicher Klasse-A-Kriegsverbrecher bis 1947 im Sugamo-Gefängnis inhaftiert, aber 1948 ohne Anklage entlassen.
1953, nach der Aufhebung des Ämterverbots, wurde er in Ōita in das gewählte Oberhaus der Nationalversammlung, das Sangiin, gewählt und trat dort der Fraktion Ryokufūkai bei. Als Biografie gibt es „Seinen to ayumu Gotō Fumio“ (青年と歩む後藤文夫) – „Der mit der Jugend gehende Gōto Fumio“.